# Geum idahoense
Geum idahoense är en rosväxtart som först beskrevs av Charles Vancouver Piper, och fick sitt nu gällande namn av Jenny E.E. Smedmark. Geum idahoense ingår i släktet nejlikrotsläktet, och familjen rosväxter. Inga underarter finns listade i Catalogue of Life.